# Милон V (граф Тоннера)

Графства Тоннер и Бар-сюр-Сен (на юге Шампани)

Милон V (фр. Milon V de Tonnerre; р. между 995 и 1005 годами) — граф Тоннера и Бара-сюр-Сен (1039/1040 — ок. 1046).
Родился между 995 и 1005 годами, сын Милона III (IV) и его жены, чьи имя и происхождение не выяснены, правнук Милона II.

## Биография
Вероятно, наследовал графства Тоннер и Бар-сюр-Сен в 1039/1040 году после смерти своего кузена Ренара (Рено) I, чьи сыновья — один (Оттон) умер раньше отца, другой — избрал духовную карьеру (Хардуин де Тоннер, епископ Лангра в 1050—1065).
В хартии, датированной 29 сентября 1046 года, перечисляются предки Милона V по мужской линии. Это единственный исторический документ, в котором упоминаются графы Тоннера Милон III и Ги. По тексту хартии не ясно, был ли сам Милон V к тому времени жив.

## Семья
Жена — Азека (ум. до 1068), происхождение не выяснено, по мнению французских историков XIX века — наследница графства Бар-сюр-Сен. Известно пятеро их детей:
- Ги (р. 1025/1030, ум. до 29 сентября 1046)
- Гуго Ренар (ум. 2/3 апреля 1084) — граф Тоннера с ок. 1046, граф Бар-сюр-Сен, архидиакон в Лангре, с 1065 епископ Лангра
- Варнер (Валеран)
- Жоффруа
- Евстахия, жена Готье I графа де Бриенн.

После того, как в 1065 году сын Милона V Гуго Ренар стал епископом Лангра, графство Тоннер он передал Эрменгарде — дочери вышеупомянутого Ренара (Рено) I, а графство Бар-сюр-Сен — своей сестре Евстахии.